# Obruby
Obruby är en ort i Tjeckien.   Den ligger i regionen Mellersta Böhmen, i den centrala delen av landet, 60 km nordost om huvudstaden Prag. Obruby ligger 256 meter över havet och antalet invånare är 193.
Terrängen runt Obruby är platt. Runt Obruby är det ganska tätbefolkat, med 83 invånare per kvadratkilometer. Närmaste större samhälle är Mladá Boleslav, 13,8 km väster om Obruby. Trakten runt Obruby består till största delen av jordbruksmark.